# لاناو
لاناو (به آلمانی: Lahnau) یک شهر در آلمان است که در لان-دیل واقع شده‌است. لاناو ۸٬۲۳۳ نفر جمعیت دارد.